# Doris Iten
Doris Iten (* 4. September 1961 in Lausanne) ist eine Schweizer Politikerin der Schweizerischen Volkspartei (SVP) und Unternehmerin. Sie ist seit 2017 Mitglied des Grossen Rats im Kanton Aargau. Ausserdem ist sie Mitglied im Vorstand der SVP Bezirk Brugg, Präsidentin der SVP-Ortspartei Birr und Mitglied der Verkehrskommission der Gemeinde Birr.

## Politische Laufbahn
Doris Iten war von 2009 bis 2013 Mitglied in der Schulpflege Birr, wo sie für das Ressort Soziales und Konfliktmanagement zuständig war. Anfang 2010 trat sie der Schweizerischen Volkspartei (SVP) als Mitglied bei und wurde nur ein Jahr später als Beisitzerin in den Vorstand der SVP-Ortspartei Birr gewählt. Innerhalb des Vorstandes machte sie sich vor allem für eine aktive Kommunalpolitik stark. An der Generalversammlung im Mai 2013 ersetzte sie den amtierendem Ortsparteipräsidenten in seiner Funktion und übernahm das Gremium mit 5 Mitgliedern.
Im Herbst 2016 kandidierte Doris Iten im Bezirk Brugg als Grossrätin für den Kanton Aargau. Ihre Schwerpunkte liegen auf der Förderung der Rahmenbedingungen für KMUs, der Bildung, den Senioren sowie der Asyl- und Sozialpolitik. Bei den Gesamterneuerungswahlen für den Grossen Rat vom 23. Oktober 2016 erzielte Doris Iten 3460 Stimmen im Bezirk Brugg und wurde damit auf den 5. Platz gewählt. Damit besetzte sie den Ersatzplatz für die SVP im Bezirk Brugg. Am 27. Juni 2017 wurde Doris Iten anlässlich der Ratssitzung als Grossrätin vereidigt, dies nachdem ihr Vorgänger Dominik Riner der Veruntreuung von Parteigeldern bezichtigt wurde und sein Mandat niederlegte.